# Biometano
Biometano (CH4) é um gás oriundo do biogás. É obtido pela retirada de vapor de água, gás carbônico, sulfeto de hidrogênio e tem maior poder de combustão que o biogás.
Como combustível automotivo tem comportamento semelhante ao GNV (Gás Natural Veicular). O metano ou CH4 é um gás formado pela biodigestão de matéria orgânica, como lixo orgânico, fezes humanas ou de animais. Sua classificação é convencionada  em dois tipos básicos:  o gás natural, que tem até 85% de metano e o restante de outros hidrocarbonetos (etano, propano, butano e outros), encontrado associado ou não ao petróleo na natureza, e o biogás, que tem uma composição diferente do gás natural, com até 50% de metano, 40% de CO2, e outros gases. O metano é um excelente combustível e tem um efeito estufa 20 vezes maior que o CO2 quando liberado para a atmosfera, por isso é realizada a queima do metano gerado em aterros sanitários, poços e refinarias de petróleo.. O motivo do metano ser queimado nas plataformas e refinarias de petróleo ao invés de ser reaproveitado em outros fins se deve ao fato de ser inviável do ponto de vista energético a compressão e transporte do mesmo até o consumidor final.